# Hosakatti, Kundgol
Hosakatti là một làng thuộc tehsil Kundgol, huyện Dharwad, bang Karnataka, Ấn Độ.